# Mário Pedrosa
Pour les articles homonymes, voir Pedrosa.
Mário Xavier de Andrade Pedrosa (né le 25 avril 1900 à Timbaúba et mort le 5 novembre 1981 à Rio de Janeiro) est un militant politique, journaliste, critique d'art et de littérature brésilien.

## Biographie
Pedrosa écrit régulièrement des critiques littéraires pour le Correio da Manhã (1945-1951) et plus tard pour le Jornal do Brasil (1957).
Initialement affilié au Parti communiste brésilien, il en est exclu en 1929 pour ses relations avec le mouvement trotskyste.
Le 3 septembre 1938, à Périgny, sous le pseudonyme Lebrun, il représente plusieurs partis ouvriers latino-américains au Congrès fondateur de la Quatrième Internationale où il est élu au Comité exécutif international.

## Publications
- Discurso aos Tupiniquins ou Nambás
  - Discours aux tupiniquins, Les presses du réel, 2016 (ISBN 978-2-84066-861-9)
- (en) Mário Pedrosa : primary documents, MoMA, 2015 (ISBN 978-0-87070-911-1, lire en ligne)